# Deutscher Evangelischer Kirchentag 1951

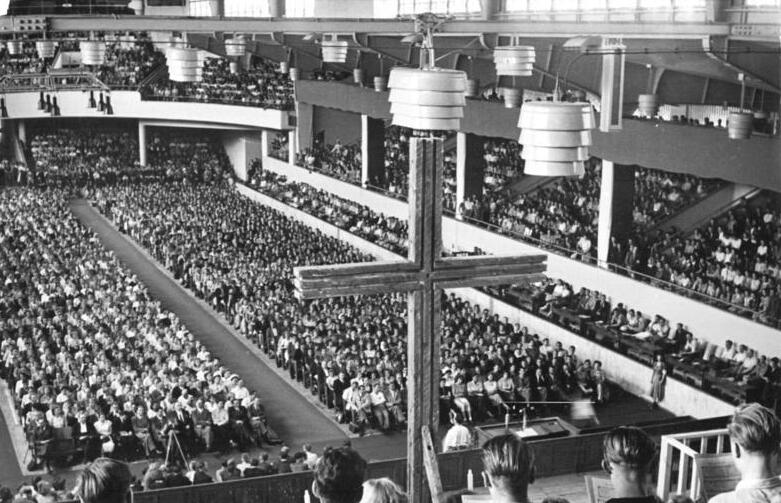
Eröffnungsgottesdienst in der Werner-Seelenbinder-Halle

Der III. Deutsche Evangelische Kirchentag fand vom 11. bis 15. Juli 1951 in Ost- und West-Berlin statt. Er stand unter dem Motto „Wir sind doch Brüder“ (Neh 5,5 ).

## Vorgeschichte
1949 und 1950 hatte es erste gesamtdeutsche Kirchentage in Hannover und Essen gegeben. Auf Bitten von Gemeindemitgliedern in der DDR, auch dort einen Kirchentag zu veranstalten, wurde für 1951 West- und Ost-Berlin ausgewählt. Kirchentagspräsident Reinold von Thadden-Trieglaff gelang es in Gesprächen mit DDR-Präsident Wilhelm Pieck und dem Ost-Berliner Bürgermeister Friedrich Ebert, eine breite Unterstützung von diesen dafür zu erwirken. Der DDR-Innenminister Karl Steinhoff wies alle untergeordneten Dienststellen an, den Kirchentag bestmöglich zu unterstützen. Der Magistrat von Ost-Berlin stellte 100.000 DM zur Verfügung.

## Verlauf
Es gab zwischen 69.000 und 92.000 angemeldete Dauerteilnehmer. Unterkünfte wurden in Schulen, Fabriken, kirchlichen Einrichtungen und privaten Wohnungen angeboten.

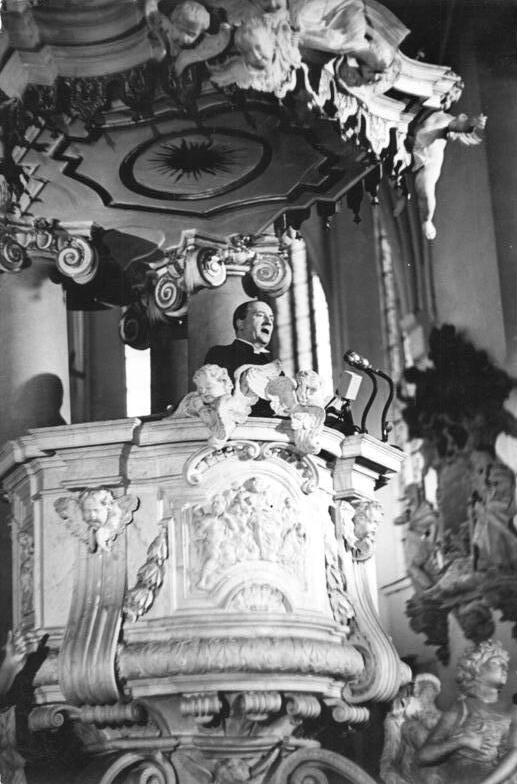
Propst Böhm auf der Kanzel der Berliner Marienkirche, 1951

Der zentrale Eröffnungsgottesdienst wurde in der Marienkirche in Ost-Berlin gehalten. Dabei waren neben führenden kirchlichen Vertretern wie Kirchentagspräsident Reinhold von Thadden-Trieglaff, Propst Hans Böhm und Propst Heinrich Grüber auch DDR-Präsident Wilhelm Pieck (SED), der stellvertretende Ministerpräsident Otto Nuschke (Ost-CDU) und der ehemalige Bundesinnenminister und Präses der der EKD-Synode Gustav Heinemann (West-CDU) anwesend. Ein weiterer Eröffnungsgottesdienst wurde vom Berliner Bischof Otto Dibelius in der Ost-Berliner Werner-Seelenbinder-Halle gehalten. Pastor Martin Niemöller predigte im Walter-Ulbricht-Stadion. Weitere Veranstaltungsorte waren die Messehallen am Funkturm in West-Berlin. Es gab zahlreiche Veranstaltungen, darunter viele Gesprächsrunden. Ein Hauptthema war der gegenseitige Austausch zwischen Ost und West und die Fragen nach einer möglichen gemeinsamen Zukunft.
Die Abschlussveranstaltung fand am Sonntag, den 15. Juli ab 16 Uhr im Olympiastadion und dem nahegelegenen Maifeld statt, zu der etwa 200.000 Menschen kamen.

## In der DDR

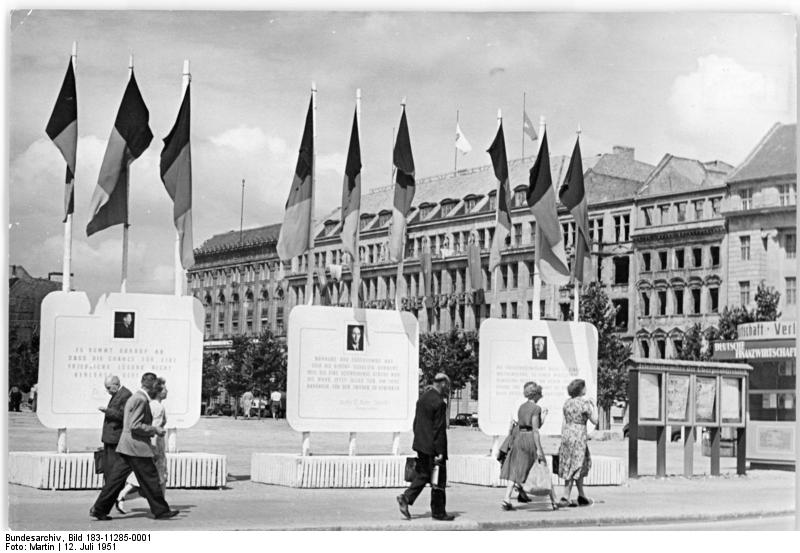
Friedrichstraße, mit Informationstafeln

Im Ostteil Berlins wurde der Kirchentag unterstützt. In der Friedrichstraße (und wahrscheinlich weiteren Orten) gab es Informationstafeln und schwarz-rot-goldene Fahnen. In den Zeitungen wurde überwiegend positiv über den Verlauf berichtet, ohne irgendwelche abfällige Bemerkungen. Es wurden etwa 60.000 Stadtpläne, allerdings mit DDR-Bezeichnungen, kostenlos zur Verfügung gestellt. Der Magistrat von Ost-Berlin erhöhte seine zugesagte Unterstützung auf 150.000 DM.
SED-Mitglieder und staatskonforme Theologen wurden aufgefordert, den Kirchentag zu nutzen, um in Gesprächen mit westdeutschen Besuchern ihre politischen Sichtweisen zur Wiedervereinigung und Wiederbewaffnung der Bundesrepublik darzulegen.

## Nachwirkungen
Der Gesamt-Berliner Kirchentag hinterließ keine größeren Wirkungen in der Kirchenpolitik der SED, die weiterhin auf eine Abdrängen der christlichen Kirchen und Konfessionen ausgerichtet war. Für den Katholikentag 1952 in Berlin lehnte sie jede Unterstützung und Beteiligung ab, da ihr dessen  Grundstruktur nicht gefiel. 1954 gab es aber noch einen gesamtdeutschen Evangelischen Kirchentag in Leipzig, als letzten in der DDR bis 1990.